# Nemzeti Színház (Prága)
A prágai Nemzeti Színházat (Národní Divadlo) a cseh opera alma matereként és a cseh történelem és művészet emlékműveként tartják számon. Egyike a legjelentősebb cseh kulturális intézményeknek, amely gazdag művészi hagyományát a legjelesebb cseh személyiségeknek köszönheti. Ez a hagyomány is hozzájárult a cseh művészet nemzeti jellegének megőrzéséhez és fejlődéséhez, amely a színdarabokban éppúgy tetten érhető, mint a zenében.

## Története

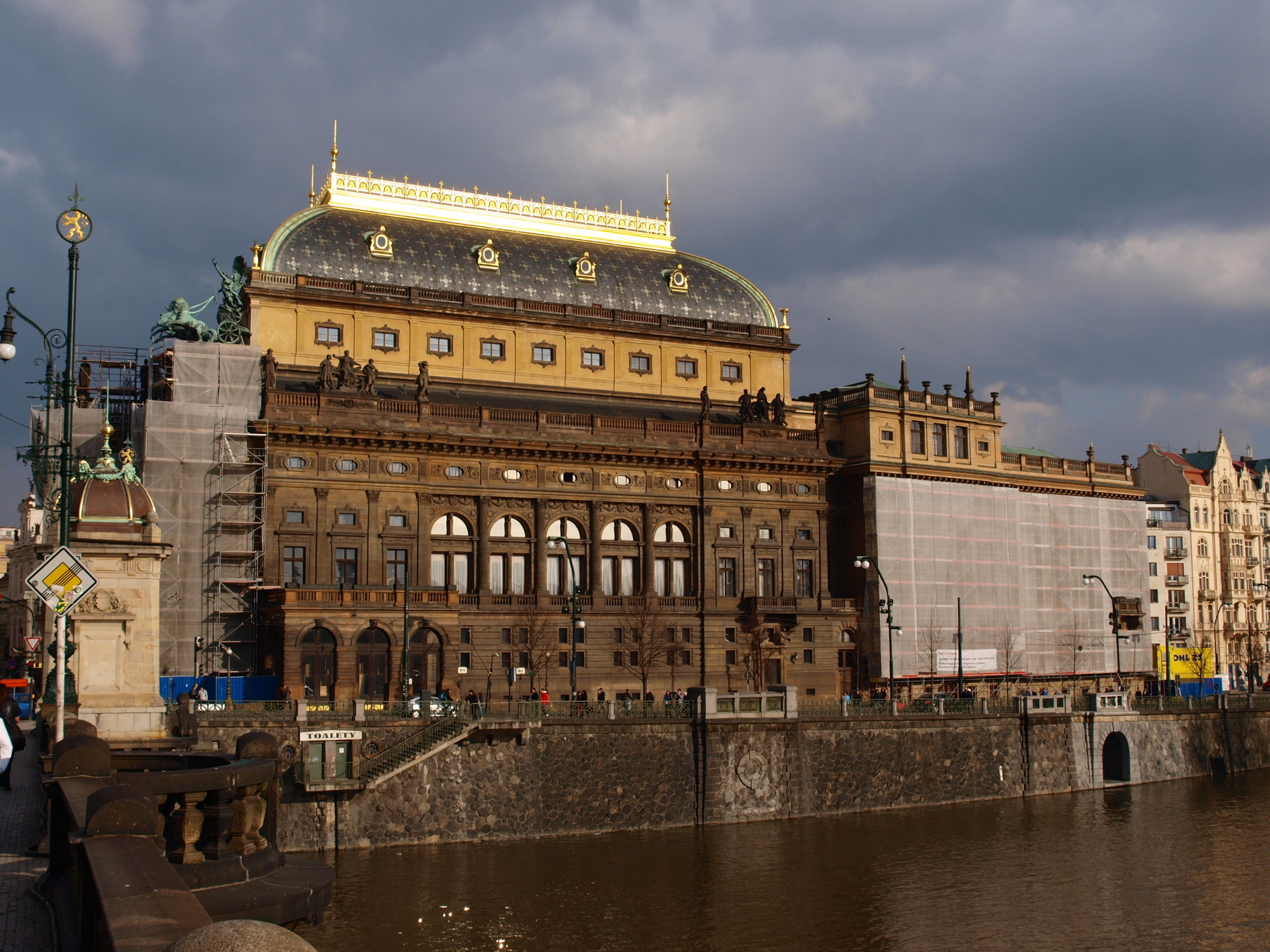
Národní divadlo (Nemzeti Színkáz)

A Nemzeti Színház, mint a születőben lévő cseh opera legfőbb fóruma, megépítését František Palacký cseh politikus indítványozta a cseh parlamentben 1844-ben. Ezután össznemzeti gyűjtésbe kezdtek, amihez a cseh állam, I. Ferenc József császár és családja, I. Miklós orosz cár, valamint cseh arisztokraták is hozzájárultak.  1851-ben határozták meg a színház pontos helyét a Moldva folyó partján, a Prágai várral szemben az egykori sóraktár helyén.
Ma a Moldva felé tartva a Nemzeti sugárúton (Národní třída), és a Tudományos Akadémia székhelyét is érintve jutunk el a Nemzeti Színház épületéig, amelynek egyik része, az Ideiglenes Cseh Színház 1862-re épült fel. Ezután fiatal cseh írók (Miroslav Tyrš, Jan Neruda és Vítězslav Hálek) egy végleges cseh színház felépítéséért emelték fel szavukat, minek nyomán 1868-ban megkezdődött az építkezés Josef Zítek tervei alapján. 
Az ünnepélyes alapkőletételre 1868. május 16-án került sor Bedřich Smetana egyik operájának premierjével egybekötve. Az épületbelső kialakítására több pályázatot is meghirdettek 1873-tól, és olyan cseh építészek terveit kivitelezték, mint Bohuslav Schnirch, Mikoláš Ales, Zenisek Franz Josef Myslbekkel, Vaclav Brozik és Julius Mařák.
A végleges színházépület, amely ötvözi a neoreneszánsz stíluselemeket a szláv mitológiai témákkal, 1877-ben lett kész. A színház megnyitójára 1881. június 11-én, Rudolf trónörökös látogatásakor került sor. Az ünnepségen ezúttal Smetana Libuše című operáját adták elő, amit a szerző kilenc évvel azelőtt komponált erre az alkalomra. Az újonnan felépült színház még tizenegy előadást ért meg, mert miután ideiglenesen bezárták, hogy az építési munkálatokat teljesen befejezhessék, augusztus 12-én tűz ütött ki, amely során csaknem az egész épület porrá égett. A Nemzeti Színház újjáépítése nemzeti üggyé vált, és a cseh önkéntes adományozók mindössze 47 nap alatt ismét összeadták a szükséges pénzt. Jozef Schulz, a cseh Nemzeti Múzeum (Prága) tervezője, kapta meg a felkérést az új színház kivitelezésére. Schulz kibővítette az eredeti színházat oly módon, hogy hozzákapcsolta az Ideiglenes Színház épületét, emellett javított a nézőtér látásviszonyain, de megtartotta Zítek tervének stílusát is.  Az újjáépített színház 1883. november 18-án nyitotta meg kapuit ünnepélyes külsőségek közepette.  Ezen a megnyitón ismét a Libuše csendült fel.
A színház északi kapuja és a teljes tetőzet széle jelképes szobrokkal van tele, míg a legfelső tető külseje élénk kék színű, kipontozva ezüst csillagokkal (a teremtő magasságot jelképezve, melyet az összes művész el akar érni). 
Jellemző az akkori nemzeti felbuzdulásra, hogy az épület alapkövét a mitikus erővel felruházott Ríp-hegy szikláiból vájták ki. 
A fényűző belső kidekorálásában ismét a korszak legjelesebb cseh művészei vettek részt, többek között Václav Hyanis, aki a vörös és aranyszínű színpadi függönyt készítette. A monumentális mennyezeti freskó magát a művészetet ábrázolja. 1983-ban befejezték a színház 1977-ben elkezdett felújítását és sokáig vitatott kiegészítését, melyet Új Színpadnak (Nová scena) hívnak, és ma már a hatalmas üvegkocka megszokott látványa az Újváros (Prága)nak.
Az épület centenáriumának alkalmából az ünnepélyes megnyitón ismét Smetana Libuše című művét adták elő.  A színház a nemzeti hagyományoknak megfelelően ma is főleg cseh darabokat, operákat és táncjátékokat mutat be, ennek megfelelően van saját dráma-, opera- és balett-társulata.